# Yemassee
Yemassee – miasto w Stanach Zjednoczonych, w stanie Karolina Południowa, w hrabstwie Beaufort.